# Vardals kommun
Vardals kommun (norska: Vardals kommune) var en kommun i Oppland fylke i Norge. Kommunen omfattade den södra delen av nuvarande Gjøviks kommun. Byn Vardal utgjorde kommunens centralort.

## Administrativ historik

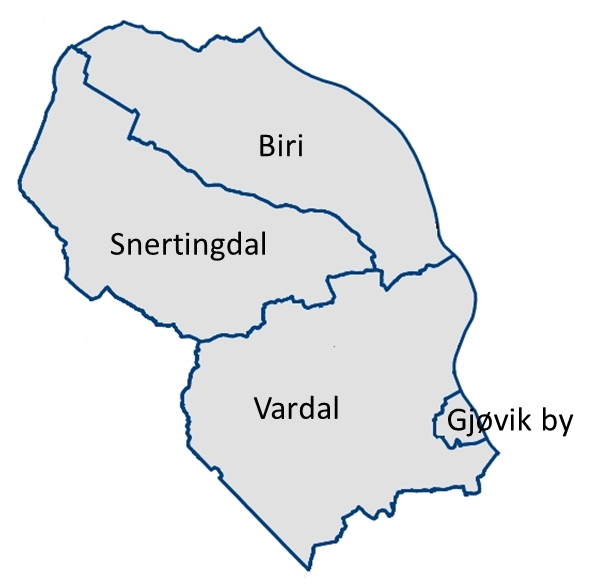
Karta över de kommuner som 1964 lades samman till nuvarande Gjøviks kommun.

Vardals kommun upprättades den 1 januari 1838 (som Vardal formannskapsdistrikt) när Formannskapslovene från 1837 trädde i kraft.
Den 1 januari 1861 bröts stadskommunen Gjøvik ut ur kommunen som då minskade från 4 740 invånare före delningen till 4 114 invånare efter.
Mellan 1896 och 1955 genomfördes ett antal gränsregleringar med grannkommuner:
- 1 januari 1896: bebott område (49 invånare) från Østre Totens kommun
- 1 januari 1900: obebott område från Søndre Lands kommun
- 1 juli 1921: bebott område (723 invånare) till Gjøviks kommun
- 1 juli 1955: bebott område (1 372 invånare) till Gjøviks kommun

Den 1 januari 1964 upplöstes kommunen och delades. Huvuddelen (med 9 612 invånare) fördes, tillsammans med kommunerna Biri och Snertingdal, till Gjøviks kommun medan en mindre del (Sørligrenda med 87 invånare) fördes, tillsammans med Eina kommun och en del av Grans kommun, till Vestre Totens kommun. Kommunens hade vid delningen totalt 9 699 invånare.